# Don Keefer
Donald H. Keefer (Highspire, 18 agosto 1916 – Sherman Oaks, 7 settembre 2014) è stato un attore statunitense.
Recitò dal 1951 al 1997 in oltre 30 film e dal 1947 al 1996 in oltre 130 produzioni televisive.

## Biografia
Don Keefer nacque a Highspire, in Pennsylvania, il 18 agosto 1916.
Per la televisione fu accreditato diverse volte per numerose interpretazioni, tra cui quella di George in 16 episodi della serie Angel dal 1960 al 1961. Interpretò numerosi personaggi secondari o ruoli da guest star in molti episodi di serie televisive dagli anni cinquanta agli anni novanta.
Prima di ritirarsi dalle scene alla fine degli anni novanta, fu accreditato per l'ultima volta sugli schermi televisivi in un episodio trasmesso il 9 novembre 1996, intitolato Modus Operandi e facente parte della serie Profiler - Intuizioni mortali, nel quale interpreta il ruolo di Noah Becker mentre per il grande schermo l'ultimo ruolo che interpretò fu quello di un mendicante nel film del 1997 Bugiardo bugiardo.

## Filmografia

### Cinema
- Morte di un commesso viaggiatore (Death of a Salesman), regia di László Benedek (1951)
- La dama bianca (The Girl in White), regia di John Sturges (1952)
- Rivolta al blocco 11 (Riot in Cell Block 11), regia di Don Siegel (1954)
- L'ammutinamento del Caine (The Caine Mutiny), regia di Edward Dmytryk (1954) - non accreditato
- Giungla umana (The Human Jungle), regia di Joseph M. Newman (1954)
- La rapina del secolo (Six Bridges to Cross), regia di Joseph Pevney (1955)
- I cadetti della 3ª brigata (An Annapolis Story), regia di Don Siegel (1955) - non accreditato
- Scialuppe a mare (Away All Boats), regia di Joseph Pevney (1956)
- Le pantere dei mari (Hellcats of the Navy), regia di Nathan Juran (1957)
- Inferno sul fondo (Torpedo Run), regia di Joseph Pevney (1958)
- Date with Dizzy, regia di John Hubley – cortometraggio (1958)
- Cash McCall, regia di Joseph Pevney (1960) - non accreditato
- The Clown and the Kid, regia di Edward L. Cahn (1961)
- Incident in an Alley, regia di Edward L. Cahn (1962)
- I giorni del vino e delle rose (Days of Wine and Roses), regia di Blake Edwards (1962) - non accreditato
- Questi pazzi agenti segreti! (The Last of the Secret Agents?), regia di Norman Abbott (1966) - non accreditato
- Arrivano i russi, arrivano i russi (The Russians Are Coming the Russians Are Coming), regia di Norman Jewison (1966)
- Butch Cassidy (Butch Cassidy and the Sundance Kid), regia di George Roy Hill (1969)
- Chicago Chicago (Gaily, Gaily), regia di Norman Jewison (1969) - non accreditato
- R.P.M. Rivoluzione per minuto (R.P.M.), regia di Stanley Kramer (1970)
- Coniglio, non scappare (Rabbit, Run), regia di Jack Smight (1970)
- Grissom Gang (Niente orchidee per Miss Blandish) (The Grissom Gang), regia di Robert Aldrich (1971)
- Un duro per la legge (Walking Tall), regia di Phil Karlson (1973)
- Roger il re dei cieli (Ace Eli and Rodger of the Skies), regia di John Erman (1973)
- The Young Nurses, regia di Clint Kimbrough (1973)
- Come eravamo (The Way We Were), regia di Sydney Pollack (1973)
- Il dormiglione (Sleeper), regia di Woody Allen (1973)
- Le pornoinfermiere della clinica del sesso (Candy Stripe Nurses), regia di Alan Holleb (1974)
- Billy Jack Goes to Washington, regia di Tom Laughlin (1977)
- La macchina nera (The Car), regia di Elliot Silverstein (1977)
- Quella pazza famiglia Fikus (Fire Sale), regia di Alan Arkin (1977)
- Mirrors, regia di Noel Black (1978)
- The Kid from Not-So-Big, regia di Bill Crain (1978)
- A Rainy Day, regia di Beth Brickell – cortometraggio (1979)
- Un uomo chiamato uomo (The Last Word), regia di Roy Boulting (1979)
- La cassa (The Crate), episodio di Creepshow, regia di George A. Romero (1982)
- Bella, bionda... e dice sempre sì (The Marrying Man), regia di Jerry Rees (1991)
- Bugiardo bugiardo (Liar Liar), regia di Tom Shadyac (1997)

### Televisione
- The Borden Show – serie TV, un episodio (1947)
- Manhunt – serie TV, un episodio (1952)
- Royal Playhouse – serie TV, 2 episodi (1953)
- Armstrong Circle Theatre – serie TV, un episodio (1954)
- The Philco Television Playhouse – serie TV, un episodio (1955)
- Danger – serie TV, un episodio (1955)
- The United States Steel Hour – serie TV, un episodio (1955)
- Appointment with Adventure – serie TV, un episodio (1955)
- Front Row Center – serie TV, un episodio (1956)
- The Phil Silvers Show – serie TV, un episodio (1956)
- Matinee Theatre – serie TV, un episodio (1956)
- Have Gun - Will Travel – serie TV, 3 episodi (1957-1960)
- Alfred Hitchcock presenta (Alfred Hitchcock Presents) – serie TV, 3 episodi (1957-1961)
- Gunsmoke – serie TV, 10 episodi (1957-1973)
- Navy Log – serie TV, episodio 2x25 (1957)
- Lux Video Theatre – serie TV, un episodio (1957)
- Richard Diamond (Richard Diamond, Private Detective) – serie TV, un episodio (1957)
- Climax! – serie TV, episodio 4x17 (1958)
- State Trooper – serie TV, un episodio (1958)
- Westinghouse Desilu Playhouse – serie TV, episodio 1x06 (1958)
- Lux Playhouse – serie TV, un episodio (1959)
- Wichita Town – serie TV, episodio 1x03 (1959)
- Peter Gunn – serie TV, episodio 2x05 (1959)
- June Allyson Show (The DuPont Show with June Allyson) – serie TV, episodio 1x06 (1959)
- Alcoa Presents: One Step Beyond – serie TV, un episodio (1959)
- Angel – serie TV, 16 episodi (1960-1961)
- Gli uomini della prateria (Rawhide) – serie TV, episodio 2x12 (1960)
- Papà ha ragione (Father Knows Best) – serie TV, un episodio (1960)
- Carovane verso il West (Wagon Train) – serie TV, un episodio (1960)
- Hotel de Paree – serie TV, un episodio (1960)
- Ai confini della realtà (The Twilight Zone) – serie TV, 3 episodi (1961-1964)
- 'Way Out – serie TV, un episodio (1961)
- Whispering Smith – serie TV, episodio 1x07 (1961)
- The New Breed – serie TV, episodio 1x11 (1961)
- Window on Main Street – serie TV, un episodio (1962)
- Fred Astaire (Alcoa Premiere) – serie TV, un episodio (1962)
- Car 54, Where Are You? – serie TV, un episodio (1962)
- Going My Way – serie TV, episodio 1x20 (1963)
- Dakota (The Dakotas) – serie TV, episodio 1x17 (1963)
- The Real McCoys – serie TV, un episodio (1963)
- La grande avventura (The Great Adventure) – serie TV, episodio 1x10 (1963)
- Il fuggiasco (The Fugitive) – serie TV, un episodio (1964)
- Gli inafferrabili (The Rogues) – serie TV, episodio 1x03 (1964)
- Il mio amico marziano (My Favorite Martian) – serie TV, 2 episodi (1964)
- Ready for the People, regia di Buzz Kulik – film TV (1964)
- The Farmer's Daughter – serie TV, 3 episodi (1965-1966)
- Slattery's People – serie TV, un episodio (1965)
- The Jack Benny Program – serie TV, un episodio (1965)
- For the People – serie TV, un episodio (1965)
- I mostri (The Munsters) – serie TV, un episodio (1965)
- Cavaliere solitario (The Loner) – serie TV, un episodio (1965)
- Ben Casey – serie TV, episodio 5x11 (1965)
- Il virginiano (The Virginian) – serie TV, 3 episodi (1966-1969)
- F.B.I. (The F.B.I.) – serie TV, 4 episodi (1966-1971)
- Petticoat Junction – serie TV, un episodio (1966)
- Vita da strega (Bewitched) – serie TV, un episodio (1966)
- Quella strana ragazza (That Girl) – serie TV, un episodio (1966)
- The Andy Griffith Show – serie TV, 2 episodi (1967-1968)
- Missione impossibile (Mission: Impossible) – serie TV, un episodio (1967)
- Disneyland – serie TV, 2 episodi (1967)
- Iron Horse – serie TV, episodio 1x30 (1967)
- Peyton Place – serie TV, un episodio (1967)
- Squadra speciale anticrimine (The Felony Squad) – serie TV, episodio 2x03 (1967)
- Due avvocati nel West (Dundee and the Culhane) – serie TV, un episodio (1967)
- Il grande teatro del West (The Guns of Will Sonnett) – serie TV, 2 episodi (1968-1969)
- Cimarron Strip – serie TV, episodio 1x15 (1968)
- Star Trek – serie TV, un episodio (1968)
- Reporter alla ribalta (The Name of the Game) – serie TV, un episodio (1968)
- Mayberry R.F.D. – serie TV, un episodio (1968)
- Sui sentieri del West (The Outcasts) – serie TV, episodio 1x10 (1968)
- The Good Guys – serie TV, un episodio (1968)
- Bonanza – serie TV, 2 episodi (1969-1971)
- Il fantastico mondo di Mr. Monroe (My World and Welcome to It) – serie TV, un episodio (1969)
- La fattoria dei giorni felici (Green Acres) – serie TV, un episodio (1970)
- Ai confini dell'Arizona (The High Chaparral) – serie TV, un episodio (1970)
- Matt Lincoln – serie TV, un episodio (1970)
- La valle dei pini (All My Children) – serie TV (1970)
- Colombo (Columbo) – serie TV, 2 episodi (1971-1972)
- Due onesti fuorilegge (Alias Smith and Jones) – serie TV, un episodio (1971)
- Un vero sceriffo (Nichols) – serie TV, un episodio (1971)
- A Death of Innocence, regis di Paul Wendkos – film TV (1971)
- Marcus Welby (Marcus Welby, M.D.) – serie TV, 2 episodi (1972-1974)
- Arnie – serie TV, un episodio (1972)
- Banacek – serie TV, un episodio (1972)
- Mistero in galleria (Night Gallery) – serie TV, un episodio (1972)
- The Bait, regia di Leonard Horn – film TV (1973)
- Kung Fu – serie TV, 2 episodi (1974-1975)
- Barnaby Jones – serie TV, 4 episodi (1974-1979)
- Faraday (Faraday and Company) – serie TV, un episodio (1974)
- The New Adventures of Perry Mason – serie TV, un episodio (1974)
- Chase – serie TV, un episodio (1974)
- McMillan e signora (McMillan & Wife) – serie TV, un episodio (1974)
- Attack on Terror: The FBI vs. the Ku Klux Klan, regia di Marvin J. Chomsky – film TV (1975)
- Chi è Black Dahlia? (Who is the Black Dahlia?), regia di Joseph Pevney – film TV (1975)
- Returning Home, regia di Daniel Petrie – film TV (1975)
- Ellery Queen – serie TV, episodio 1x06 (1975)
- Baretta – serie TV, un episodio (1975)
- Switch – serie TV, un episodio (1975)
- S.W.A.T. – serie TV, un episodio (1975)
- Le strade di San Francisco (The Streets of San Francisco) – serie TV, un episodio (1976)
- Lanigan's Rabbi – serie TV, un episodio (1976)
- In casa Lawrence (Family) – serie TV, un episodio (1977)
- Una famiglia americana (The Waltons) – serie TV, un episodio (1977)
- Starsky & Hutch (Starsky and Hutch) – serie TV, un episodio (1977)
- The Girl in the Empty Grave, regia di Lou Antonio – film TV (1977)
- L'incredibile Hulk (The Incredible Hulk) – serie TV, un episodio (1978)
- Sword of Justice – serie TV, un episodio (1978)
- The Immigrants, regia di Alan J. Levi – film TV (1978)
- Radici - Le nuove generazioni (Roots: The Next Generations) – miniserie TV, 2 puntate (1979)
- Quincy (Quincy M.E.) – serie TV, 3 episodi (1979-1982)
- Time Express – serie TV, un episodio (1979)
- Samurai, regia di Lee H. Katzin – film TV (1979)
- Marathon, regia di Jackie Cooper – film TV (1980)
- Lobo (The Misadventures of Sheriff Lobo) – serie TV, un episodio (1980)
- The Scarlett O'Hara War, regia di John Erman – film TV (1980)
- The Five of Me, regia di Paul Wendkos – film TV (1981)
- Golden Gate, regia di Paul Wendkos – film TV (1981)
- Chi amerà i miei bambini? (Who Will Love My Children?), regia di John Erman – film TV (1983)
- Mississippi – serie TV, un episodio (1983)
- Alice – serie TV, un episodio (1984)
- Amos, regia di Michael Tuchner – film TV (1985)
- Autostop per il cielo (Highway to Heaven) – serie TV, episodio 3x03 (1986)
- La legge di Bird (Gabriel's Fire) – serie TV, un episodio (1990)
- Lucy & Desi: Before the Laughter, regia di Charles Jarrott – film TV (1991)
- La famiglia Brock (Picket Fences) – serie TV, 2 episodi (1992-1995)
- Phenom – serie TV, un episodio (1994)
- E.R. - Medici in prima linea (ER) – serie TV, un episodio (1995)
- False testimonianze (Innocent Victims), regia di Gilbert Cates – film TV (1996)
- Lois & Clark - Le nuove avventure di Superman (Lois & Clark: The New Adventures of Superman) – serie TV, un episodio (1996)
- Profiler - Intuizioni mortali (Profiler) – serie TV, un episodio (1996)

## Doppiatori italiani
Nelle versioni in italiano delle opere in cui ha recitato, Don Keefer è stato doppiato da:
- Sergio Tedesco in Morte di un commesso viaggiatore, Scialuppe a mare
- Gianfranco Bellini in Inferno sul fondo
- Ferruccio Amendola in Arrivano i Russi, arrivano i Russi
- Adolfo Geri in Starsky & Hutch
- Bruno Alessandro in Creepshow